# Montserrat Roig
Montserrat Roig i Fransitorra (Barcelona, 13 de junho de 1946 - 10 de novembro de 1991) foi uma escritora de romances, contos, reportagens e artigos jornalísticos. Apresentou e dirigiu diversos programas de televisão, médio no qual foi excelente como entrevistadora a escritores de gerações precedentes.

## Biografia
Nasceu 13 de junho de 1946 em Barcelona, no seio de uma família burguesa liberal no bairro da Dreta de l'Eixample. O seu pai, Tomàs Roig i Llop, foi advogado e escritor. 1968 licenciou-se em Filosofia e Letras na Universidade de Barcelona, e 1970 se dotorou. Com 20 anos casou com o arquiteto Albert Puigdomènech, mas se separaram depois de três anos; posteriormente começou uma relação sentimental com Joaquim Sempere i Carreras. Teve dois filhos, Roger e Jordi.

## Compromisso político e cívico
De bem jovem, participou nos movimentos de protesta de estudante que tinham lugar nos últimos tempos do franquismo em Barcelona. Quando começava os seus estudos na Universidade de Barcelona, foi membro de Universitat Popular (UP), seção juvenil e estudantil da organização Força Socialista Federal (FSF); quando este partido desapareceu, Roig se afiliou ao PSUC uma vez finalizados os estudos. Participou, entre outros, emm dos acontecimentos importantes da luta contra a ditadura franquista da época. O primeiro, a Caputxinada, a assambleia constituinte do Sindicato Democrático de Estudantes da Universidade de Barcelona (SDUB), que teve lugar março de 1966 no convento dos Captuxins de Sarrià, onde a polícia manteve rodejado o convento por três dias. O segundo, a participação no encerro de 250 inteletuais na abadia de Montserrat em dezembro de 1970, como protesta contra o processo de Burgos, conselho de guerra sumaríssimo contra 16 militantes bascos da ETA. O sucesso da participação e a repercussão pública propiciou a criação da Assembleia Permanente de Inteletuais Catalães, plataforma à qual Roig se vincula e participa ativamente. Deixa o PSUC um ano e meio depois da sua afiliação. Voltou ao PSUC quando se aprovou a lei anti-terrorista, participa em encontros inteletuais, e virou candidata pelo círculo eleitoral de Barcelona nas eleições gerais de 1977.
1976 entrou a formar parte da junta do Ateneu Barcelonès como vogal. Tratava-se de uma junta não aberta a eleições democráticas e com membros afins ao regime franquista, presidida por Andreu Brugués i Llobera. Roig, junto com Josep Maria Prim Serentill e Joan Alegret Llorens, forçaram um giro na forma de participação e conseguiram entrar como vogais.

## Trajetória literária

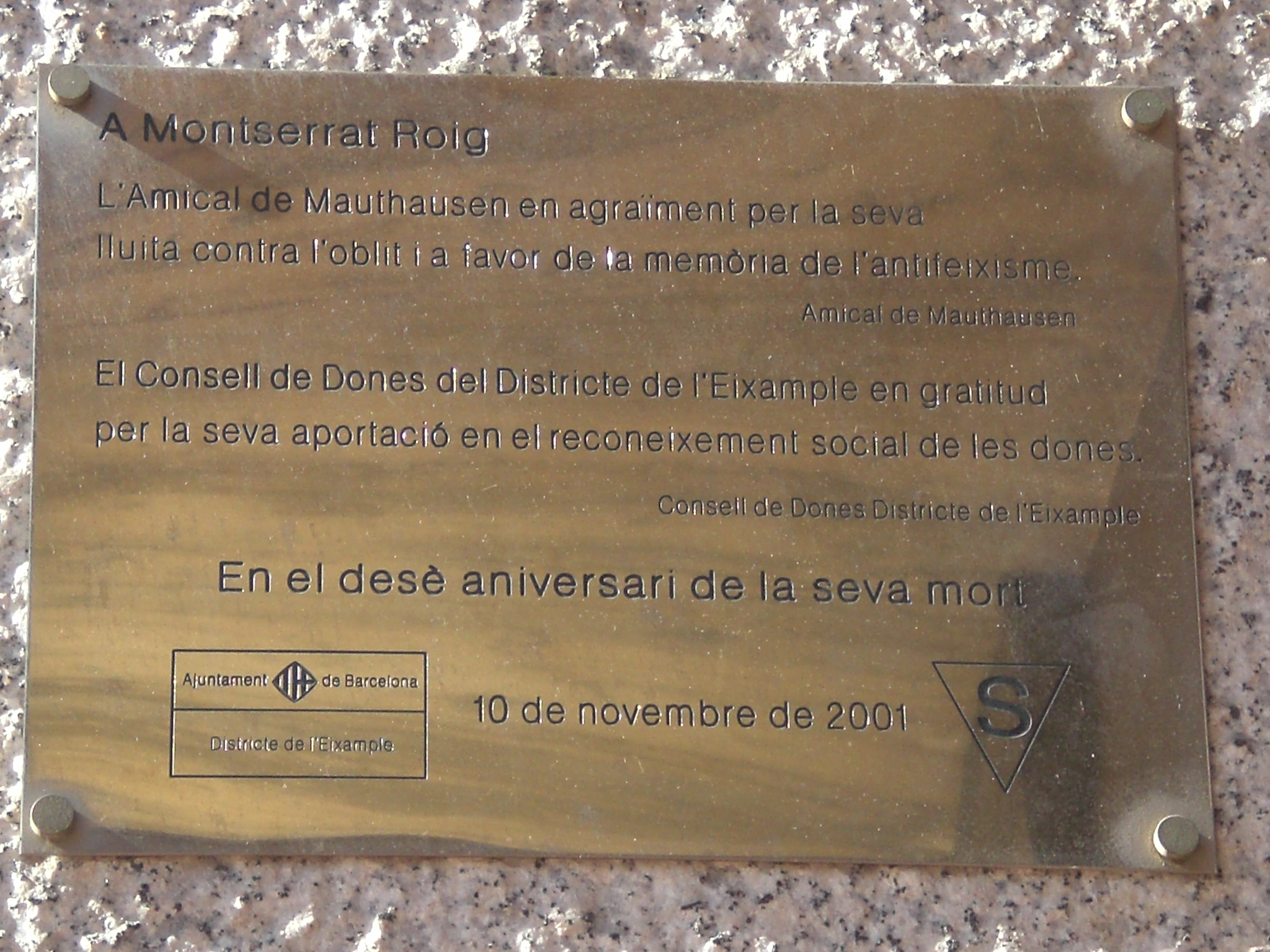
Placa nos Jardins de Montserrat Roig, Barcelona

Foi leitora de castelhano na Universidade de Bristol no curso 1972-1973. Desde 1971 –ano em que vence o prêmio Víctor Català com a coletânea de narrações Molta roba i poc sabó... i tan neta que la volen– se dedica profissionalmente à literatura; inicia um ciclo romancístico que compreende obras como Ramona, adéu (1972), que descreve três gerações de mulheres, avó, mãe e filha, que vivem as suas histórias pessoais no cenário dos momentos chave da história do país, ou El temps de les cireres (1977), obra protagonizada pelas mesmas personagens, com a qual Roig obteve o prêmio Sant Jordi de romance de 1976.
Também é notável o seu trabalho como jornalista, desde o qual manifesta a sua vontade por construir uma tradição de jornalismo culto, feminista e com a vontade de recuperrar a memória histórica do país. Roig consegue um grande sucesso com as entrevistas, que posteriormente publica na coletânea de livros conhecida como Retrats paral·lels (1975 e 1976). Outra obra de sucessi foi Els catalans als camps nazis (1977), prêmio Crítica Serra d'Or e documento excecional de testemunhas. 1977 entra como jornalista na seção catalã de Televisión Española, onde realiza um programa de entrevistas, Personatges, que também dá o seu nome a uma série de dois livros nos quais publicou as conversas.
L'hora violeta (1980) é o romance que culmina o seu posicionamento feminista. A partir deste ponto, os seus romances tomam um ar diferente: mais tarde publica L'òpera quotidiana (1982), La veu melodiosa (1987) e a coletânea de contos El cant de la joventut (1989). Nas suas obras mais premiadas també destacam L'agulla daurada (prêmio Nacional de Literatura Catalã de 1986), escrito a partir de um estágio de dois meses da autora em Leningrado e que testemunha o assédio que sofreu a cidade pelos nazis na Segunda Guerra Mundial. A última das suas publicações é Digues que m'estimes encara que sigui mentida (1991), na qual a autora utiliza uma poética pessoal como testamento literário.
Montserrat Roig foi membro da Associació d'Escriptors en Llengua Catalana (Associação de Escritores em Língua Catalã) e vice-presidente da Junta Territorial del Principat de Catalunya (1989-1990).
1991 morreu em Barcelona, vítima de um câncer de mama.

## Obra
- Molta roba i poc sabó... i tan neta que la volen, 1970
- Ramona, adéu,1972
- El temps de les cireres, 1977
- Els catalans als camps nazis, 1977
- L'hora violeta, 1980
- ¿Tiempo de mujer?, 1980
- L'Òpera quotidiana, 1982
- L'agulla daurada, premi Nacional de Literatura Catalana (1986), 1985
- La veu melodiosa, 1987
- El cant de la joventut, 1989
- Reivindicació de la senyora Clito Mestres (teatre), 1990
- Digues que m'estimes encara que sigui mentida, 1991
- Un pensament de sal, un pessic de pebre: dietari obert, 1992

## Fundo pessoal
O seu fundo pessoal se conserva no Arquivo Nacional da Catalunha. O fundo contém a documentação gerada e compilada por Montserrat Roig; documentação pessoal e familiar; documentação da sua atividade profissional, tanto literária quanto jornalística, e destaca a produzida como romancista (rascunhos de obras, manuscritos originais e material de trabalho), e a documentação sobre a sua obra (estudos e correspondência). Quanto à sua atividade jornalística, o fundo contém a documentação relacionada com as suas cooperações como redatora (artigos para diversas seções da imprensa e para diversas editoras), e especialmente a relacionada com entrevistas a diferentes personagens destacadas do mundo cultural e político (agrupada em dossiês) e com a sua participação em programas de televisão e rádio. Finalmente, o fundo conserva correspondência e um pequeno volume de documentação produzida em função das suas atividades políticas e sociais.